# مشه‌لی‌چیفت‌لیغی‌کویو (آماسیه)
مشه‌لی‌چیفت‌لیغی‌کویو (به ترکی استانبولی: Meşeliçiftliğiköyü) یک منطقهٔ مسکونی در ترکیه است که در آماسیه واقع شده‌است.